# 767 Бондія
767 Бондія (767 Bondia) — астероїд головного поясу, відкритий 23 вересня 1913 року.
Тіссеранів параметр щодо Юпітера — 3,189.
Названо на честь астрономів Вільяма Кренча Бонда і Джорджа Філліпса Бонда.